# Bank (記憶體)

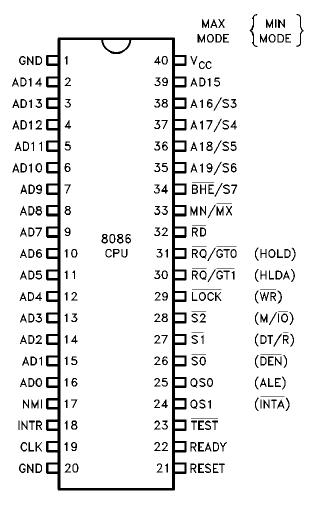
Intel 8086 第34引腳是
BHE (Bank High Enable)

Bank是記憶體架構的其中一層，不同平台有不同定義，由所使用的記憶體控制器和實際的電子電路設計而決定。
在常用的DDR記憶體中，一個Bank由多組行（row）和列（column）所組成。
Intel 8086是一枚16位元處理器，它可存取兩個Bank（Bank High / Bank Low），因此一個Bank就是8位元。